# Ranguevaux
Ranguevaux là một xã trong vùng Grand Est, thuộc tỉnh Moselle, quận Thionville-Ouest, tổng Hayange. Tọa độ địa lý của xã là 49° 17' vĩ độ bắc, 06° 03' kinh độ đông. Ranguevaux có điểm thấp nhất là 205 mét và điểm cao nhất là 356 mét. Xã có diện tích 10,17 km², dân số vào thời điểm 1999 là 799 người; mật độ dân số là 78 người/km².

## Thông tin nhân khẩu
| 1962 | 1968 | 1975 | 1982 | 1990 | 1999 |
| ---- | ---- | ---- | ---- | ---- | ---- |
| 768  | 791  | 788  | 761  | 752  | 799  |